# Eptesicus
Eptesicus är ett släkte fladdermöss som beskrevs av Rafinesque 1820. Eptesicus ingår i familjen läderlappar.
Det vetenskapliga namnet kan översättas med "husflygare". Typarten Eptesicus fuscus vilar i Nordamerika främst i byggnader vad som förklarar valet av namnet.

## Utseende
Dessa fladdermöss blir 35 till 75 mm långa (huvud och bål) och har en 34 till 60 mm lång svans. Mindre arter som nordisk fladdermus väger 8 till 18 g och större arter som Eptesicus fuscus väger 14 till 30 g. Pälsens färg är vanligen brun- till svartaktig och buken är oftast ljusare. Hos arter som lever i Afrika är flygmembranen ibland vitaktig.
Arterna har på varje sida i överkäken bara en premolar. Hannarnas penisben är ungefär trekantigt. Den broskiga fliken i örat (tragus) är lite framåt böjd och den blir smalare mot toppen. Tandformeln är I 2/3 C 1/1 P 1/2 M 3/3. Den första premolaren är ganska stor och det finns ingen klaff (diastema) i tanduppsättningen. Arterna har stora öron men den broskiga fliken (tragus) är kort. Bara en liten del av svansens spets är inte inbäddad i svansflyghuden.

## Utbredning och habitat
Medlemmar av släktet förekommer i nästan hela världen med undantag av den australiska regionen och Antarktis. Habitatet varierar mycket. Oftast hittas dessa fladdermöss i fuktiga områden med träd.

## Ekologi
Individerna vilar i trädens håligheter, i grottor eller i andra naturliga hålrum. Vissa arter som Eptesicus fuscus anpassade sig till människan och de vilar i byggnader eller i tunnlar. Arter som lever i kalla regioner håller två till sex månader vinterdvala.
Eptesicus-arter är vanligen nattaktiva men i tempererade regioner kan de vara aktiva på dagen. De jagar främst insekter. Hos flera arter bildar honor kort före ungarnas födelse kolonier som är skilda från hanarnas flockar. De föder en eller två ungar per kull. I tempererade områden sker ungarnas födelse under varma årstider. Jämförd med andra fladdermöss blir Eptesicus-arter gamla. Vissa individer av arten Eptesicus fuscus levde 19 år.

## Dottertaxa tillEptesicus, i alfabetisk ordning[1][2]
- Eptesicus bobrinskoi, Kazakstan.
- Eptesicus bottae, sydvästra Asien, en population från Anatolien godkänns ibland som Anatolisk fladdermus (Eptesicus anatolicus).
- Eptesicus dimissus, Nepal.
- Eptesicus floweri, Afrika, Sahelzonen.
- Eptesicus fuscus, från centrala Kanada till norra Sydamerika.
- Eptesicus guadeloupensis, Guadeloupe.
- Eptesicus hottentotus, södra Afrika.
- Eptesicus kobayashii, på Koreahalvön.
- Eptesicus nasutus, västra Asien.
- Nordisk fladdermus (Eptesicus nilssonii), Eurasien.
- Eptesicus pachyotis, främst Kina.
- Eptesicus platyops, södra Nigeria, kanske på Bioko.
- Sydfladdermus (Eptesicus serotinus), Eurasien och norra Afrika.
- Eptesicus tatei, nordöstra Indien, kanske Nepal.

Wilson & Reeder (2005) samt IUCN listar ytterligare tre arter:
- Eptesicus gobiensis, centrala Asien.
- Eptesicus isabellinus, Iberiska halvön och norra Afrika.
- Eptesicus japonensis, centrala Japan.

Flera arter som tidigare ingick i Eptesicus flyttades till släktena Neoromicia och Vespadelus. Dessutom etablerades året 2023 släktet Neoeptesicus.

## Bildgalleri

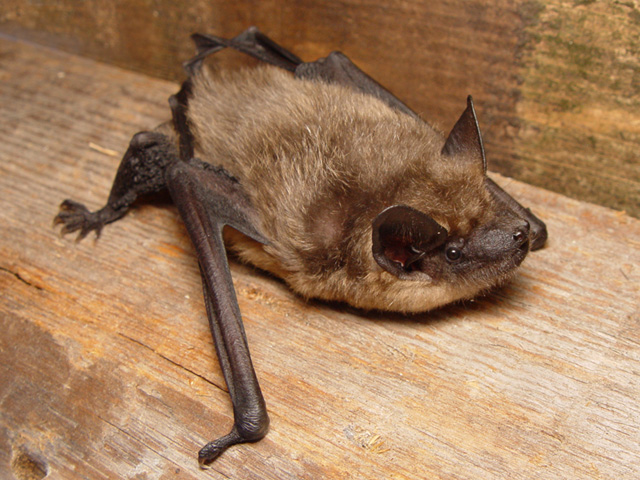
Eptesicus serotinus
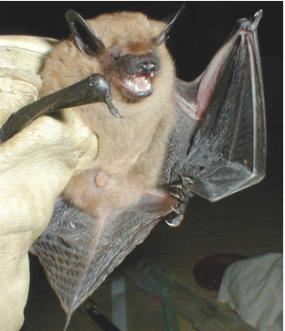
Eptesicus fuscus